# Aedes eleanorae
Aedes eleanorae är en tvåvingeart som beskrevs av Berlin 1969. Aedes eleanorae ingår i släktet Aedes och familjen stickmyggor.
Artens utbredningsområde är Colombia. Inga underarter finns listade i Catalogue of Life.